# Colocs de choc
Pour plus de détails, voir Fiche technique et Distribution.
Colocs de choc est une comédie franco-belgo-canadienne réalisée par Élodie Lélu et sorti en 2024,.

## Fiche technique
Sauf indication contraire, les informations mentionnées dans cette section peuvent être confirmées par les bases de données cinématographiques IMDb et Allociné,  présentes dans la section « Liens externes ».
- Titre original : Colocs de choc
- Réalisation : Élodie Lélu
- Scénario : Elodie Lélu
- Musique : Gaëtan Gravel
- Décors : Noëlle Van Parijs
- Costumes :
- Photographie : Denis Jutzeler
- Son : Olivier Struye et Alain Sironval
- Montage : Mathieu Bouchard-Malo
- Production :
- Sociétés de production :
- Société de distribution : Daisy Day Films
- Budget :
- Pays de production :  France,  Belgique et  Canada
- Langue originale : français
- Format :
- Genre : Comédie
- Durée : 87 minutes
- Dates de sortie :
  - France : 22 mai 2024

## Distribution
- Olivier Gourmet : Laurent
- Hélène Vincent : Yvonne
- Fantine Harduin : Manon
- Émilie Dequenne : La neurologue
- Rita Benmannana : Ludivine
- Tom Audenaert : Docteur Wilmart
- Aymeric Fougeron : Antonin
- Loriane Klupsch : Colette